# فهمي بين رمضان
فهمي بين رمضان هو لاعب كرة قدم تونسي في مركز الدفاع، ولد في 12 ديسمبر 1990 في المنستير في تونس.